# Aperilampus varians
Aperilampus varians är en stekelart som beskrevs av Embrik Strand 1911. Aperilampus varians ingår i släktet Aperilampus och familjen gropglanssteklar. Inga underarter finns listade i Catalogue of Life.